# Nicolas Sanson
Nicolas Sanson (20. prosince 1600 Abbeville – 7. července 1667 Paříž) byl francouzský kartograf.
Narodil se v Pikardii v zámožné rodině skotského původu. Vystudoval jezuitskou školu v Amiensu. Zpočátku se věnoval historii, později se zaměřil na kartografii. První mapu, znázorňující galské osídlení Francie, vytvořil již v osmnácti letech. Je autorem více než tří set map a spolupracoval s nakladateli Melchiorem Tavernierem a Pierrem Mariettem, pak založil vlastní vydavatelství. Navazoval na nizozemskou kartografickou školu, jejíž postupy v mnohém zdokonalil, byl však také kritizován za nepřesnosti způsobené nadprodukcí.
Zpočátku byl obchodníkem v rodném městě, avšak od roku 1627 žil v Paříži a vstoupil do státních služeb. Z jeho zeměpisných znalostí čerpali Ludvík XIII., Ludvík XIV., Louis, Grand Condé a Armand-Jean du Plessis de Richelieu. Byl jmenován Conseiller d'État a stal se prvním, komu francouzský král udělil titul Géographe Ordinaire du Roi. Vedl spor s Philippem Labbem, jehož obvinil z plagiátu svého díla. Hlavním Sansonovým dílem je atlas Cartes génerales de toutes les parties du monde z roku 1654, který obsahuje 143 map.
Sansonovými žáky byli synové Nicolas Sanson mladší, který však ve věku 22 let padl při bojích Frondy, Guillaume a Adrien i synovec Pierre Duval. Jeho dílo posmrtně zkompletoval Alexis-Hubert Jaillot pod názvem Atlas nouveau. Sanson získal označení „otec francouzské kartografie“, vycházeli z něj Charles François Delamarche a Gilles Robert de Vaugondy.

## Galerie

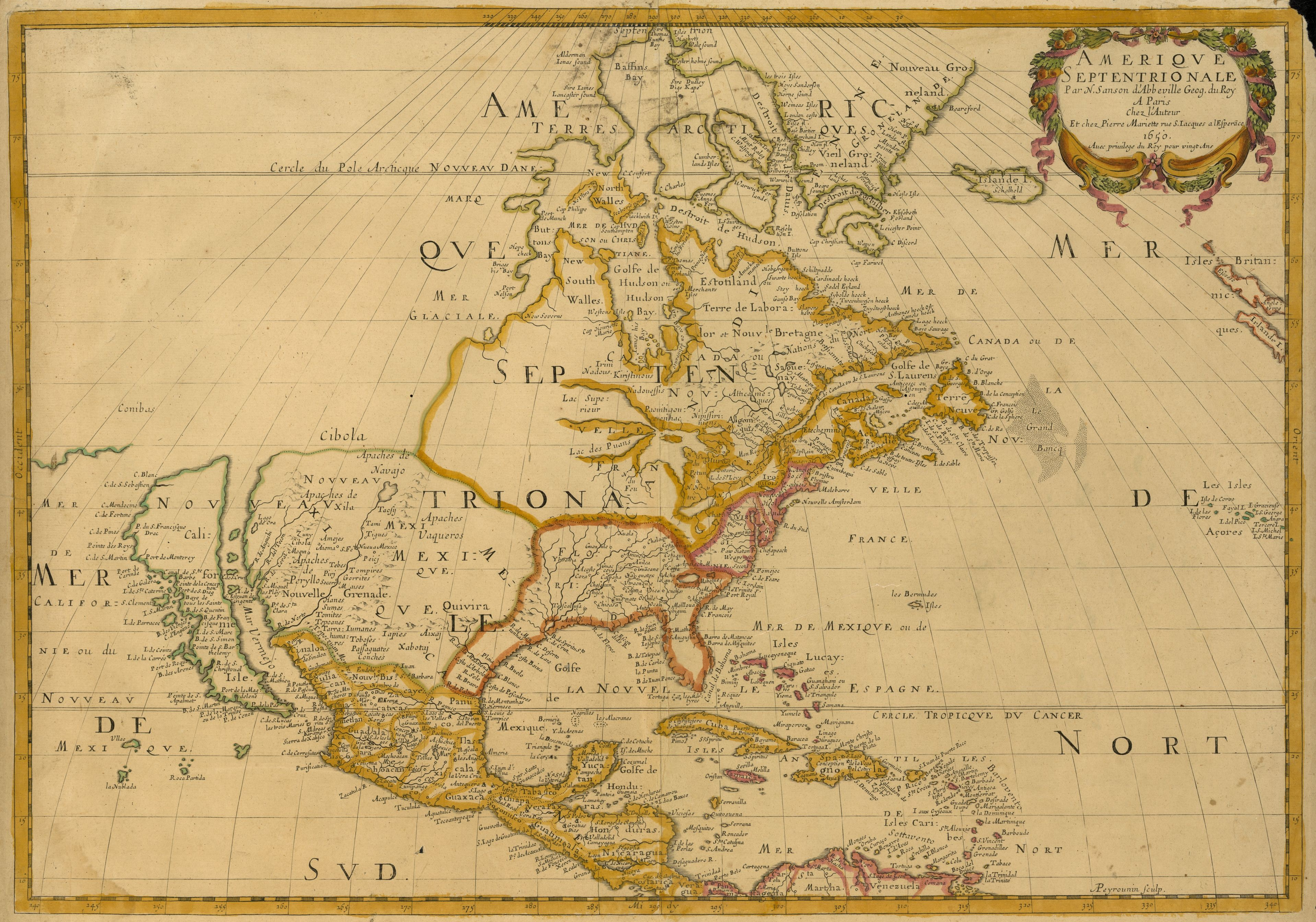
Mapa Severní Ameriky
Mapa Vnitřních Rakous
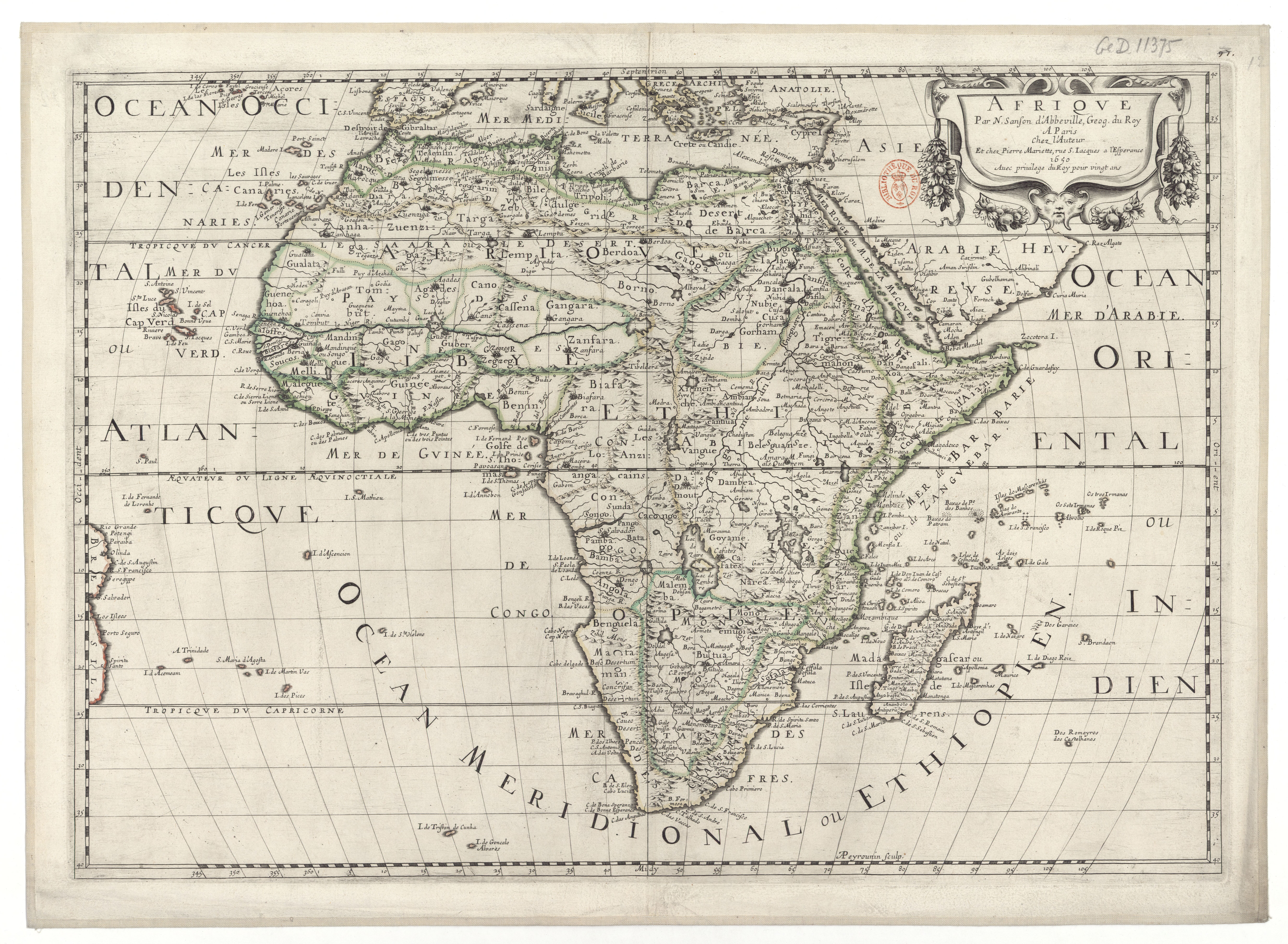
Mapa Afriky